# Règle d'Aix
Dans le culte catholique, la règle d'Aix est une règle canoniale codifiée, probablement par Amalaire de Metz, au cinquième concile d'Aix de 816. Elle prend la relève de la règle de Chrodegang et est très influencée par la règle de saint Benoît.
Elle reste cependant secondaire par rapport à la règle de saint Augustin, bien plus suivie.